# Équipe du Canada masculine de handball

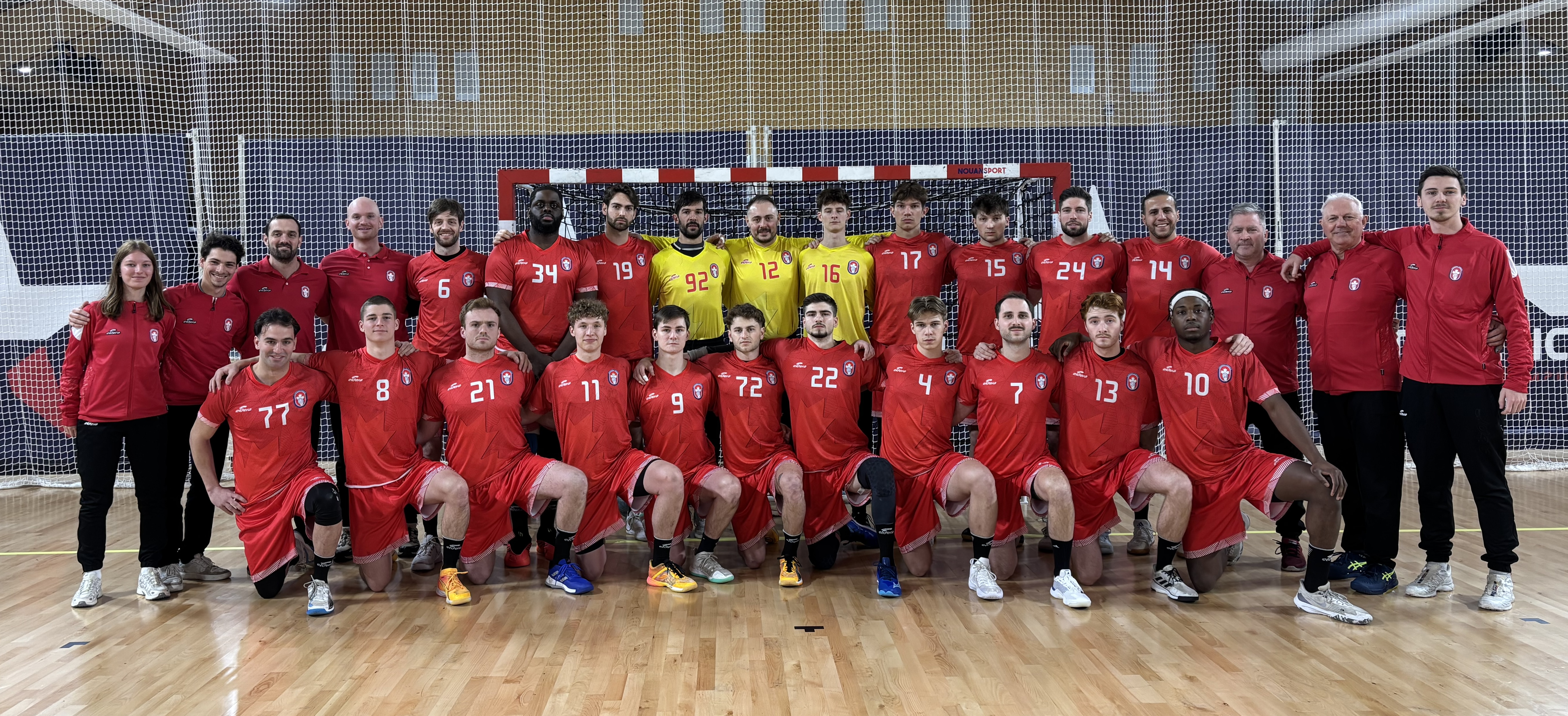
La sélection rassemblée à Eaubonne en janvier 2025.

Maillots
Dernière mise à jour : 30 janvier 2025.
L'équipe du Canada masculine de handball représente le Canada lors des compétitions internationales de handball, notamment aux championnats du monde et aux compétitions continentales.

## Palmarès
| Année          | Tour            | Rang          | J             | G             | N             | P             | BP            | BC            | D             |
| -------------- | --------------- | ------------- | ------------- | ------------- | ------------- | ------------- | ------------- | ------------- | ------------- |
| 1972           | non qualifiée   | non qualifiée | non qualifiée | non qualifiée | non qualifiée | non qualifiée | non qualifiée | non qualifiée | non qualifiée |
| 1976           | phase de groupe | 11            | 5             | 0             | 0             | 5             | 75            | 122           | -47           |
| de 1980 à 2024 | non qualifiée   | non qualifiée | non qualifiée | non qualifiée | non qualifiée | non qualifiée | non qualifiée | non qualifiée | non qualifiée |
| Total          | 1/14            | 0/1           | 5             | 0             | 0             | 5             | 75            | 122           | -47           |

| Année          | Tour          | Rang          | J             | G             | N             | P             | BP            | BC            | D             |
| -------------- | ------------- | ------------- | ------------- | ------------- | ------------- | ------------- | ------------- | ------------- | ------------- |
| 1938           | non invitée   | non invitée   | non invitée   | non invitée   | non invitée   | non invitée   | non invitée   | non invitée   | non invitée   |
| de 1954 à 1964 | non qualifiée | non qualifiée | non qualifiée | non qualifiée | non qualifiée | non qualifiée | non qualifiée | non qualifiée | non qualifiée |
| 1967           | 1er tour      | 16            | 3             | 0             | 0             | 3             | 18            | 92            | -74           |
| 1970           | non qualifiée | non qualifiée | non qualifiée | non qualifiée | non qualifiée | non qualifiée | non qualifiée | non qualifiée | non qualifiée |
| 1974           | non qualifiée | non qualifiée | non qualifiée | non qualifiée | non qualifiée | non qualifiée | non qualifiée | non qualifiée | non qualifiée |
| 1978           | 1er tour      | 15            | 3             | 0             | 0             | 3             | 31            | 73            | -42           |
| de 1982 à 2003 | non qualifiée | non qualifiée | non qualifiée | non qualifiée | non qualifiée | non qualifiée | non qualifiée | non qualifiée | non qualifiée |
| 2005           | 1er tour      | 23            | 5             | 0             | 0             | 5             | 103           | 201           | -98           |
| de 2007 à 2025 | non qualifiée | non qualifiée | non qualifiée | non qualifiée | non qualifiée | non qualifiée | non qualifiée | non qualifiée | non qualifiée |
| Total          | 3/29          | 0/3           | 11            | 0             | 0             | 11            | 152           | 366           | -214          |

| Année | Tour         | Rang                         | J            | G            | N            | P            | BP           | BC           | D            |
| ----- | ------------ | ---------------------------- | ------------ | ------------ | ------------ | ------------ | ------------ | ------------ | ------------ |
| 1979  | tour unique  | Médaille d'argent, Amérique  | 5            | 3            | 1            | 1            | 98           | 90           | +8           |
| 1981  | non qualifié | non qualifié                 | non qualifié | non qualifié | non qualifié | non qualifié | non qualifié | non qualifié | non qualifié |
| 1983  | tour unique  | Médaille de bronze, Amérique | 5            | 3            | 0            | 2            | 113          | 98           | +15          |
| 1985  | tour unique  | 6                            | 5            | 0            | 1            | 4            | 86           | 126          | -40          |
| 1989  | tour unique  | 4                            | 5            | 2            | 0            | 3            | 133          | 111          | +22          |
| 1994  | non qualifié | non qualifié                 | non qualifié | non qualifié | non qualifié | non qualifié | non qualifié | non qualifié | non qualifié |
| 1996  | 1er tour     | 5                            | 5            | 3            | 0            | 2            | 125          | 98           | +27          |
| 1998  | 1/4          | 6                            | 7            | 3            | 0            | 4            | 160          | 177          | -17          |
| 2000  | non qualifié | non qualifié                 | non qualifié | non qualifié | non qualifié | non qualifié | non qualifié | non qualifié | non qualifié |
| 2002  | non qualifié | non qualifié                 | non qualifié | non qualifié | non qualifié | non qualifié | non qualifié | non qualifié | non qualifié |
| 2004  | 1/2          | Médaille de bronze, Amérique | 5            | 3            | 0            | 2            | 120          | 117          | +3           |
| 2006  | non qualifié | non qualifié                 | non qualifié | non qualifié | non qualifié | non qualifié | non qualifié | non qualifié | non qualifié |
| 2008  | 1er tour     | 7                            | 4            | 0            | 1            | 3            | 79           | 97           | -18          |
| 2010  | 1er tour     | 7                            | 5            | 1            | 0            | 4            | 135          | 167          | -32          |
| 2012  | non qualifié | non qualifié                 | non qualifié | non qualifié | non qualifié | non qualifié | non qualifié | non qualifié | non qualifié |
| 2014  | non qualifié | non qualifié                 | non qualifié | non qualifié | non qualifié | non qualifié | non qualifié | non qualifié | non qualifié |
| 2016  | 1er tour     | 10-11                        | 5            | 1            | 0            | 4            | 101          | 182          | -81          |
| 2018  | 1er tour     | 5                            | 7            | 4            | 0            | 3            | 191          | 214          | -23          |
| Total | 11/18        | 0/11                         | 58           | 23           | 3            | 32           | 1341         | 1477         | -136         |

| Année | Tour                                      | Rang                                      | J                                         | G                                         | N                                         | P                                         | BP                                        | BC                                        | D                                         |
| ----- | ----------------------------------------- | ----------------------------------------- | ----------------------------------------- | ----------------------------------------- | ----------------------------------------- | ----------------------------------------- | ----------------------------------------- | ----------------------------------------- | ----------------------------------------- |
| 2014  | non qualifié                              | non qualifié                              | non qualifié                              | non qualifié                              | non qualifié                              | non qualifié                              | non qualifié                              | non qualifié                              | non qualifié                              |
| 2018  | Poule unique                              | Médaille d'argent, Amérique du Nord       | 5                                         | 3                                         | 1                                         | 1                                         | 136                                       | 132                                       | +4                                        |
| 2020  | Annulé à cause de la pandémie de Covid-19 | Annulé à cause de la pandémie de Covid-19 | Annulé à cause de la pandémie de Covid-19 | Annulé à cause de la pandémie de Covid-19 | Annulé à cause de la pandémie de Covid-19 | Annulé à cause de la pandémie de Covid-19 | Annulé à cause de la pandémie de Covid-19 | Annulé à cause de la pandémie de Covid-19 | Annulé à cause de la pandémie de Covid-19 |
| 2022  | non qualifié                              | non qualifié                              | non qualifié                              | non qualifié                              | non qualifié                              | non qualifié                              | non qualifié                              | non qualifié                              | non qualifié                              |
| 2024  | Finale 5/6                                | 5                                         | 6                                         | 1                                         | 0                                         | 5                                         | 152                                       | 181                                       | -29                                       |
| Total | 2/4                                       | 0/2                                       | 11                                        | 4                                         | 1                                         | 6                                         | 288                                       | 313                                       | -25                                       |

| Année     | Tour         | Rang         | J            | G            | N            | P            | BP           | BC           | D            |
| --------- | ------------ | ------------ | ------------ | ------------ | ------------ | ------------ | ------------ | ------------ | ------------ |
| 1987 (en) | Finale 3/4   | 4            | 5            | 1            | 0            | 4            | 109          | 131          | -22          |
| 1991 (en) | Finale 3/4   | 4            | 5            | 1            | 0            | 4            | 103          | 132          | -29          |
| 1995 (en) | non qualifié | non qualifié | non qualifié | non qualifié | non qualifié | non qualifié | non qualifié | non qualifié | non qualifié |
| 1999 (en) | 1er tour     | 5            | 5            | 3            | 0            | 2            | 115          | 111          | +4           |
| 2003 (en) | non qualifié | non qualifié | non qualifié | non qualifié | non qualifié | non qualifié | non qualifié | non qualifié | non qualifié |
| 2007 (en) | 1er tour     | 7            | 5            | 1            | 0            | 4            | 113          | 153          | -40          |
| 2011 (en) | 1er tour     | 5            | 5            | 3            | 0            | 2            | 122          | 161          | -39          |
| 2015 (en) | 1er tour     | 7            | 5            | 2            | 0            | 3            | 112          | 137          | -25          |
| 2019      | non qualifié | non qualifié | non qualifié | non qualifié | non qualifié | non qualifié | non qualifié | non qualifié | non qualifié |
| 2023 (en) | non qualifié | non qualifié | non qualifié | non qualifié | non qualifié | non qualifié | non qualifié | non qualifié | non qualifié |
| Total     | 6/10         | 0/6          | 30           | 11           | 0            | 19           | 674          | 825          | -151         |

## Effectif
L'effectif actuel[Quand ?] est[réf. nécessaire] :
| Nom                      | Poste          | Club                  |
| ------------------------ | -------------- | --------------------- |
| Gregory Allard           | Demi-Centre    | Levis                 |
| Nektarios Antoniadis     | Ailier Gauche  | AESH Pylaia           |
| Theodoros Antoniadis     | Ailier Droit   | AESH Pylaia           |
| Daniel Arguillas Alvarez | Gardien        | Bada Huesca           |
| Jamal Bayade             | Pivot          | Rosemont              |
| Nathan Belanger          | Demi-Centre    | Champlain             |
| Naël Bisou               | Gardien        | Levis                 |
| Pierre-Alexandre Coin    | Ailier Droit   | Melantois             |
| Justin Danulet           | Gardien        | AESH Pylaia           |
| Antoine Desbiens         | Arrière Droit  | Champlain             |
| Eric Duppré              | Ailier Gauche  | Celtique de Montréal  |
| Kevin Emeu               | Pivot          | Celtique de Montréal  |
| Mitchel Fodor            | Arrière Gauche | Calgary               |
| Cazy de Dudley Gaspard   | Arrière Droit  | Celtique de Montréal  |
| Rhys Kleinmann           | Arrière Gauche | Edmonton              |
| Colton Kuypers           | Arrière Gauche | Elitesport Vendsyssel |
| Simon Lefebvre-Gagnon    | Demi-Centre    | Objat                 |
| Andréas Louis            | Demi-Centre    | Celtique de Montréal  |
| Axel Mesurolle           | Ailier Droit   | ASB Rezé              |
| Jason Miller             | Pivot          | Toronto               |
| Jacob O'Shea             | Ailier Droit   | HEI Skaering          |

## Personnalités liées à la sélection
- Alexis Bertrand : international dans les années 2000/2010
- Pierre Désormeaux (en) : international dans les années 1970, élu meilleur handballeur canadien du XXe siècle[1]
- Justin Larouche : international dans les années 2010/2020
- Eugen Trofin (ro) : sélectionneur au moins pour les Jeux olympiques de 1976[1]

## Confrontations face à la France
| Rencontres | Victoires | Nuls | Défaites | Buts pour | Buts contre | Différence |
| ---------- | --------- | ---- | -------- | --------- | ----------- | ---------- |
| 3          | 3         | 0    | 0        | 88        | 46          | +42        |